# Fitchburg (Massachusetts)
Fitchburg é uma cidade localizada no condado de Worcester no estado estadounidense de Massachusetts. No Censo de 2010 tinha uma população de 40.318 habitantes e uma densidade populacional de 553,67 pessoas por km². A terceira maior cidade do condado, sua população era de 40.737 pessoas no censo de 2018 . Fitchburg é o lar da Universidade Estadual de Fitchburg , bem como de 17 escolas públicas e privadas de ensino fundamental e médio.

## Geografia
Fitchburg encontra-se localizada nas coordenadas 42° 36′ 07″ N, 71° 48′ 57″ O. Segundo a Departamento do Censo dos Estados Unidos, Fitchburg tem uma superfície total de 72.82 km², da qual 72.07 km² correspondem a terra firme e (1.02%) 0.75 km² é água.

## Demografia
Segundo o censo de 2010, tinha 40.318 pessoas residindo em Fitchburg. A densidade populacional era de 553,67 hab./km². Dos 40.318 habitantes, Fitchburg estava composto pelo 78.2% brancos, o 5.08% eram afroamericanos, o 0.33% eram amerindios, o 3.63% eram asiáticos, o 0.03% eram insulares do Pacífico, o 9.07% eram de outras raças e o 3.65% pertenciam a duas ou mais raças. Do total da população o 21.65% eram hispanos ou latinos de qualquer raça.